# 6508 Rolčík
6508 Rolčík eller 1982 QM är en asteroid i huvudbältet som upptäcktes den 22 augusti 1982 av den tjeckiske astronomen Antonín Mrkos vid Kleť-observatoriet i Tjeckien. Den är uppkallad efter den tjeckiska optikern och astronomen Viktor Rolčík.
Asteroiden har en diameter på ungefär 11 kilometer.